# Chiến dịch phản công Rzhev-Vyazma (1942)
Chiến dịch phản công Rzhev-Vyazma năm 1942 (8 tháng 1 - 28 tháng 2 năm 1942) là một chiến dịch bộ phận trong Cuộc phản công chiến lược đầu năm 1942 của quân đội Liên Xô trên cánh Bắc của mặt trận Rzhev-Sychyovka-Vyazma trong Chiến tranh Xô-Đức thuộc Chiến tranh thế giới thứ hai. Chiến sự diễn ra giữa Phương diện quân Kalinin (Liên Xô) với Tập đoàn quân 9 và cánh trái của Tập đoàn quân xe tăng 3 (Đức Quốc xã). Nó được xem là sự nối tiếp của giai đoạn phản công của quân đội Liên Xô trong Trận Moskva (1941). Trong sự phối hợp với Chiến dịch "Sao Mộc" của Phương diện quân Tây, đây là một trong các trận đánh đẫm máu nhất trong Cuộc chiến tranh vệ quốc vĩ đại với quân số chết và bị thương của cả hai bên lên tới trên 1.500.000 người trong vòng 4 tháng.

## Tình huống mặt trận
Qua các trận phản công từ tháng 10 đến tháng 12 năm 1941, Phương diện quân Kalinin đã chiếm lại thành phố Kalinin (Tver), khai thông tuyến đường sắt từ Moskva lên phía Bắc. Ngày 7 tháng 1 năm 1942, cánh trái của phương diện quân này (các tập đoàn quân 29 và 39) đã vượt qua tuyến phòng thủ Oreshki - Mologino - Starisha của quân Đức, áp sát các thành phố Rzhev và Zubsov. Tập đoàn quân 22 bên cánh phải Phương diện quân Kalinin đã phối hợp với Phương diện quân Tây Bắc phản công đến khu vực thượng nguồn sông Volga. Toàn bộ trận tuyến của ba Phương diện quân Kalinin, Tây và Bryansk kéo dài hơn 500 km. Riêng địa đoạn của Phương diện quân Kalinin có chiều dài hơn 140 km từ Starisha đến Selizharovo.
Sau khi thất bại trong việc đột kích vào Moskva từ hướng Tây Bắc, Tập đoàn quân 9 và Tập đoàn quân xe tăng 3 (Đức) buộc phải rút bỏ nhiều vị trí bàn đạp chiến thuật và lùi về bảo vệ các hành lang giao thông quan trọng. Trong đó, tuyến đường sắt từ Velikiye Luki đi qua Olenino đến Rzhev, tuyến đường sắt Rzhev qua Sychyovka đến Vyazma và tuyến đường sắt Smolensk - Vyazma có vai trò rất quan trọng đối với việc đảm bậo hậu cần và chuyển quân của Cụm tập đoàn quân Trung tâm. Các thành phố Rzhev, Sychyovka, Olenino, Osuga, Zubsov tuy đã đổ nát trong các trận tấn công của quân Đức cuối năm 1941 nhưng vẫn còn một số công trình có thể sử dụng để phòng thủ.

## Binh lực và kế hoạch

### Quân đội Liên Xô

#### Binh lực
Phương diện quân Kalinin (chỉ huy: Thượng tướng I. S. Koniev)
- Tập đoàn quân 22 do Thiếu tướng V. I. Vostrukhov chỉ huy,[4] 5 sư đoàn bộ binh, 6 trung đoàn pháo binh, 1 tiểu đoàn xe tăng, quân số 35.148 người.
- Tập đoàn quân 29 do Thiếu tướng V. I. Shvetsov chỉ huy,[5] 5 sư đoàn bộ binh, 4 trung đoàn bộ binh độc lập, 4 trung đoàn pháo binh, quân số 45.520 người
- Tập đoàn quân 30 do Thiếu tướng D. D. Lelyushenko chỉ huy,[6] 8 sư đoàn bộ binh, 3 sư đoàn kỵ binh, 2 trung đoàn và 7 tiểu đoàn pháo binh độc lập, 4 lữ đoàn xe tăng, 2 trung đoàn cơ giới, quân số 68.600 người
- Tập đoàn quân 39 do Trung tướng I. I. Maslennikov chỉ huy,[7]) 5 sư đoàn bộ binh, 1 trung đoàn và 4 tiểu đoàn bộ binh độc lập, 4 trung đoàn pháo binh, Lữ đoàn xe tăng 153 có 36 xe tăng hoạt động được, quân số 66.423 người.
- Quân đoàn kỵ binh 11 do Đại tá S. V. Sokolov chỉ huy,[8]

Ngoài ra, trong vùng chiếm đóng của quân Đức có một số đội du kích Liên Xô hoạt động tại khu vực tam giác Belyi - Berdino - Kholm Zhirrkovsky (khoảng 5.000 người) và một số đơn vị Liên Xô bị mắc kẹt trong vòng vây của quân Đức hồi mùa thu năm 1941 (chủ yếu là binh sĩ của Tập đoàn quân 19).

#### Kế hoạch
Phương diện quân Kalinin được giao tổ chức mũi đột kích sâu dọc theo phía Tây đường sắt Rzhev - Sychyovka - Vyazma xuống phía Nam, chia cắt ba quân đoàn Đức đang đóng tại khu vực Olenino, phía Tây Rzhev với chủ lực Cụm tập đoàn quân Trung tâm đang giữ phòng tuyến sông Lama và sông Ruza phía Tây Moskva khoảng 100 km. Các tập đoàn quân 39 và Quân đoàn kỵ binh 11 được giao tổ chức đòn tấn công này. Tập đoàn quân 29 có nhiệm vụ chốt chặn tại khu vực Osuga, tạo thành tuyến chia cắt giữa các đơn vị quân Đức tại Rzhev với cụm quân Đức tại Olenino.
Tập đoàn quân 22 có nhiệm vụ phối hợp với cánh trái của Phương diện quân Tây Bắc tấn công dọc theo thung lũng sông Mezha xuống phía Nam, đánh chiếm Nelidovo và phát triển đến Belyi, che chắn sườn phải của Tập đoàn quân 39. Tập đoàn quân 30 phối hợp với Tập đoàn quân Xung kích 1 (Phương diện quân Tây) đánh chiếm Zubtsov và tấn công Rzhev từ phía Đông.
Theo sự phối hợp được điều hành từ STAVKA, Phương diện quân Tây sẽ mở Chiến dịch "Sao Mộc" tấn công trên cánh phải, tiến ra Gzhatsk (Gagarin), Sychyovka để hợp vây chủ lực Tập đoàn quân 9 và một phần Tập đoàn quân xe tăng 3 (Đức) trên khu vực Rzhev - Sychyovka.

### Quân đội Đức Quốc xã

#### Binh lực
Cụm Tập đoàn quân Trung tâm (chỉ huy: Thống chế Günther von Kluge)
Cánh Bắc tham gia chiến dịch gồm có:
- Tập đoàn quân xe tăng 3 do Đại tướng Georg-Hans Reinhardt chỉ huy. Biên chế 3 sư đoàn xe tăng, 1 sư đoàn cơ giới, 2 lữ đoàn cơ giới độc lập, 3 sư đoàn và 2 trung đoàn bộ binh độc lập.
- Tập đoàn quân xe tăng 4 do Thượng tướng Bộ binh Richard Ruoff chỉ huy. Biên chế 1 sư đoàn xe tăng, 11 sư đoàn bộ binh.
- Tập đoàn quân 9 do Đại tướng Adolf Strauß và Thượng tướng Thiết giáp Walter Model (từ ngày 16 tháng 1) chỉ huy. Biên chế 1 sư đoàn xe tăng, 12 sư đoàn bộ binh, 1 lữ đoàn kỵ binh SS.

#### Kế hoạch
Những thiệt hại lớn của quân đội Đức Quốc xã trong 3 tháng cuối năm 1941 trên khu vực Moskva đã buộc Bộ Tổng tư lệnh lục quân Đức phải gấp rút tăng viện cho Cụm tập đoàn quân Trung tâm để duy trì các tuyến phòng thủ ở phía Tây Moskva. Từ ngày 1 tháng 1 đến ngày 8 tháng 1, các sư đoàn bộ binh 205, 208, 211, 216, 246 và sư đoàn xe tăng 19 được điều từ Tây Âu sang bổ sung cho Cụm tập đoàn quân Trung tâm. Từ ngày 31 tháng 12, toàn bộ Cụm tập đoàn quân Trung tâm (Đức) đã chuyển sang trạng thái phòng ngự. Quân Đức gấp rút củng cố các tuyến phòng thủ có chiều sâu tại các khu vực Olenino - Rzhev - Zubtsov ở phía Bắc, Mozhaysk - Gzhatsk - Sychyovka ở giữa mặt trận, Medyn - Yukhnov - Mosalsk - Sukhinichi - Vyazma ở phía Nam.
Ý đồ của quân đội Đức Quốc xã là tạm thời phòng ngự để ổn định mặt trận qua mùa Đông 1941-1942, đợi đến sang hè sẽ tiếp tục tấn công. 3 tập đoàn quân trên cánh Bắc của Cụm tập đoàn quân Trung tâm dựa vào các tuyến đường sắt Velikiye Luki - Rzhev và Rzhev - Vyazma để cơ động xe tăng trong phòng ngự tích cực, sẵn sàng phản kích để ngăn chặn các mũi thọc sâu của quân đội Liên Xô. Các phòng tuyến phía Đông Bắc Rzhev được củng cố vững chắc hơn cả. Quân Đức cũng thiết lập một phòng tuyến thứ hai từ Zubtsov qua phía Đông Gzhatsk đến Yukhnov được mệnh danh là "tuyến Koenigsberg".

## Diễn biến
Ngày 8 tháng 1, Tập đoàn quân 39 mở màn cuộc tấn công vào Glazovo, Chetshno (???), Solomino (???) và Novoye, phá vỡ tuyến phòng ngự của Quân đoàn bộ binh 23 (Đức), mở ra một đột phá khẩu rộng 15 km phía Tây Rzhev. Cánh trái của Tập đoàn quân 29 và Tập đoàn quân 30 tấn công đánh chiếm Starisha. Cánh phải, cánh chủ lực của Tập đoàn quân 29 sau một ngày tấn công đã bẻ gãy sức kháng cự của Sư đoàn bộ binh 26 (Đức), đánh chiếm Mologino và Kokoshkino. Ngày 9 tháng 1, tướng I. S. Konev tung cụm cơ động do tướng V. D. Sokolov chỉ huy gồm Quân đoàn kỵ binh 11, 2 tiểu đoàn xe tăng, 1 sư đoàn bộ binh và 2 tiểu đoàn súng cối đột phá xuống từ Mologino xuống phía Nam. Quân đoàn kỵ binh 11 vọt tiến qua phía Tây Rzhev, tạo thành một hành lang chia cắt Rzhev và Olenino. Quân đoàn bộ binh 23 (Đức) gồm các sư đoàn bộ binh 102, 203, 253 và Lữ đoàn kỵ binh SS bị bao vây tại khu vực Olenino. Ngày 10 tháng 9, Tập đoàn quân 29 tấn công đánh chiếm các khu vực Zalkovo Gubin (Zalkovo), Bocharovo, Orekhovo (???), áp sát phía Tây Rhzev. Tập đoàn quân 39 theo sau Quân đoàn kỵ binh 11 tổ chức đột kích vào Osuga, phía Nam Rzhev. Sư đoàn kỵ binh 18 dẫn đầu Quân đoàn kỵ binh 11 đánh chiếm Nashchekino, phía Bắc Sychyovka 20 km. Ở phía Tây, Tập đoàn quân 22 đánh chiếm Selizharovo một cách chật vật sau khi vượt sông Volga và tiến ra cắt đứt đường sắt Velikiye Luki - Rzhev ở phía Tây Olenino 35 km, đánh chiếm các thị trấn Ovchinnikovo (Ovchinniki), Berezuy, Erino, Shpalevo, hình thành tuyến bao vây phía Tây Olenino. Từ ngày 12 đến ngày 15 tháng 1, các tập đoàn quân 30 và 31 liên tiếp mở các cuộc đột kích từ tuyến sông Shosha vào Zubtsov nhưng không vượt qua được tuyến phòng thủ của Quân đoàn bộ binh 6 và Quân đoàn bộ binh 27 (Đức) trên tuyến thượng nguồn sông Volga.
Trước sự thất lợi của Tập đoàn quân 9 (Đức), ngày 15 tháng 1 năm 1942, Adolf Hitler cách chức tướng Adolf Strauß vì lý do sức khỏe và bổ nhiệm tướng Walter Model làm tư lệnh Tập đoàn quân 9. Ngày 16 tháng 9, quân đội Đức Quốc xã tổ chức các trận phản kích lớn đầu tiên. Trên khu vực phía Tây Rzhev, tướng Walter Model điều động Sư đoàn xe tăng 5, các sư đoàn bộ binh 26, 256, "Der Fuhrer" và "Das Reisch" mở cuộc phản công từ Rzhev sang Olenino, phối hợp với Quân đoàn bộ binh 23 từ Olenino đánh ra. Ngày 23 tháng 1, Tập đoàn quân 9 (Đức) nối lại được hành lang Olenino - Rzhev rộng 6 đến 8 km, cô lập các tập đoàn quân 29, 39 và Quân đoàn kỵ binh 11 (Liên Xô) trên khu vực phía Tây Osuga - Sychyovka. Ngày 28 tháng 1, Tập đoàn quân xe tăng 3 (Đức) tập trung các sư đoàn xe tăng 1, 2, 6 và Sư đoàn cơ giới 26 mở một đoàn phản kích thứ hai từ Sychyovka lên hướng Olenino, chia cắt Tập đoàn quân 29 và Tập đoàn quân 39 (Liên Xô). 5 sư đoàn bộ binh của Tập đoàn quân 29 bị chia cắt thành các cụm quân nhỏ phải tiến hành phòng ngự cơ động dọc theo phía Tây con đường sắt Rzhev - Sychyovka.
Không cảm thấy mối đe dọa từ phía sau lưng, Quân đoàn kỵ binh 11 (Liên Xô) vẫn tiếp tục lao về Vyazma. Ngày 25 tháng 1, Sư đoàn kỵ binh 24 tổ chức đột kích vào Novodugino nhưng đã bị sư đoàn bộ binh 14 và Lữ đoàn cơ giới 900 (Đức) đánh bật ra. Ngày 30 tháng 1, các sư đoàn kỵ binh 24, 82 và Lữ đoàn cơ giới cận vệ 2 đơn độc tấn công Vyazma từ phía Bắc đã vấp phải đòn phản kích của các sư đoàn bộ binh 10, 205 và Lữ đoàn cơ giới 10 (Đức). Không có sự yểm hộ của pháo binh và không quân cũng như không đón gặp được đòn tấn công của cánh trái của Phương diện quân Tây phát triển sang, các sư đoàn kỵ binh Liên Xô mau chóng mất sức chiến đấu và phải rút về phía Tây thượng nguồn sông Dniepr.
Từ ngày 1 đến ngày 15 tháng 2, Tập đoàn quân 39 liên tục công kích vào các khu vực Osuga và Sychyovka nhưng không thành công. Tập đoàn quân 29 (Liên Xô) phải chia thành nhiều toán nhỏ rút quân qua phía Bắc Zubtsov về tuyến phòng thủ của Tập đoàn quân 30 và sang phía Tây Nam về khu vực đóng quân của Tập đoàn quân 22, Tập đoàn quân 39 (Liên Xô) bị đánh dạt sang các khu rừng và đầm lầy xung quanh Kholm - Zhirkovsky. Không hoàn thành được nhiệm vụ đánh chiếm Sychyovka, tướng I. S. Konev giao nhiệm vụ cho Tập đoàn quân 39 mở cuộc tấn công vào Yartsevo với hy vọng sẽ cắt đứt hành lang Smolensk - Vyazma của quân đội Đức Quốc xã. Ngày 18 tháng 2, Tập đoàn quân 39 với quân số mỗi sư đoàn chỉ còn lại từ 1.800 đến 200 tay súng đã tổ chức tấn công dọc theo sông Vob xuống phía Nam. Tuy nhiên, Quân đoàn bộ binh 9 (Đức) có Sư đoàn xe tăng 20 làm nòng cốt đã chặn đứng cuộc tấn công này trước cửa ngõ phía Bắc Yartsevo. Ngày 21 tháng 2, trong một cố gắng cuối cùng, Quân đoàn kỵ binh 11 chỉ còn lại 4.298 người và 1.536 con ngựa đã tổ chức tấn công vượt đường sắt Smolensk - Vyazma để hợp nhất với Quân đoàn kỵ binh cận vệ 1. Ngày 26 tháng 2, hai quân đoàn chỉ còn cách nhau từ 5 đến 6 km nhưng Quân đoàn kỵ binh 11 đã không thể vượt được khoảng cách còn lại từ Izdeshkovo đến Ozerechnya, buộc phải rút về tả ngạn sông Dniepr và tổ chức phòng thủ cùng với du kích địa phương. Chiến dịch phản công Rzhev-Vyazma của Phương diện quân Kalinin đã không đạt được mục tiêu đề ra. Tập đoàn quân 39 và Quân đoàn kỵ binh 11 bị nửa hợp vây tại khu vực Kholm-Zhirkovsky gồm toàn rừng và đầm lầy.
Trong tháng 3 năm 1942, Tập đoàn quân 3 được bổ sung 2 sư đoàn bộ binh lấy từ Tập đoàn quân 31, Sư đoàn bộ binh 256 và 5 tiểu đoàn trượt tuyết độc lập và Quân đoàn kỵ binh 11 đã tổ chức các trận đánh nống sang phía Đông. Ngày 18 tháng 3 năm 1942, 2 sư đoàn bộ binh và sư đoàn kỵ binh 82 đã tổ chức vượt sông Dniepr, chiếm lĩnh một khu vực bàn đạp ở tả ngạn sông Dniepr. Tuy nhiên, Tập đoàn quân 39 đã không còn đủ sức để tiếp tục cuộc tấn công. Ngày 30 tháng 3, toàn bộ Phương diện quân Kalinin chuyển sang tư thế phòng ngự.

## Kết quả
Cuộc tấn công khởi đầu các chiến dịch phản công năm 1942 của Phương diện quân Kalinin (Liên Xô) đã thất bại. 4 tập đoàn quân chỉ đạt được những kết quả hết sức khiêm tốn và chịu thương vong rất lớn. Tập đoàn quân 29 phải bị rút ra để củng cố lại. Tập đoàn quân 39 và Quân đoàn kỵ binh 11 bị cô lập cách xa mặt trận chính hơn 300 km. Tập đoàn quân 22 không thể xuyên qua được hành lang Verdino - Belyi để kết nối với Tập đoàn quân 39. Tập đoàn quân 30 chỉ chiếm được Starisha và phải dừng lại trước Zubtsov. Số người chết và mất tích lên đến trên 34% quân số. Thế trận của Phương diện quân Kalinin trở nên rất xấu khi quân Đức chiếm hành lang Verdino - Belyi và giữ được chỗ lồi nhỏ Olenino chia cắt các tập đoàn quân chủ yếu của phương diện quân.
Sai lầm của tướng I. S. Konev và cũng là của STAVKA là đã điều Tập đoàn quân 39 và Quân đoàn kỵ binh 11 đột kích quá sâu xuống phía Nam trong khi Phương diện quân Tây không thể vượt qua "phòng tuyến Koenigsberg" để phối hợp tấn công từ phía Đông. STAVKA và Bộ tư lệnh Phương diện quân Kalinin đã tổ chức tấn công một cách vội vã, không chuẩn bị đủ cơ số đạn dược, nhiên liệu, lương thực, thức ăn cho ngựa; không chuẩn bị thê đội 2 đủ mạnh để duy trì hành lang đã mở ra ở phía Tây con đường sắt Rzhev - Vyazma. STAVKA cũng đánh giá thấp mức độ các cuộc phản kích của quân đội Đức Quốc xã. Trong chỉ đạo chiến thuật, việc bỏ qua hai cứ điểm quan trọng Rzhev và Olenino là một sai lầm có tính phiêu lưu của tướng I. S. Konev. Sau khi đột phá được cửa mở phía Tây Rzhev, Tập đoàn quân 29 không đủ lực lượng và phương tiện để giữ hành lang chiến lược Osuga - Tolstikovo. Các sư đoàn xe tăng và bộ binh của Tập đoàn quân xe tăng 3 và Tập đoàn quân 9 (Đức) đã bịt được cửa mở này, giải thoát Quân đoàn bộ binh 23 (Đức) ở Olenino và dồn các tập đoàn quân 29, 30 cùng quân đoàn kỵ binh 11 (Liên Xô) vào thế bị hợp vây.
Để tránh sự đổ vỡ của Phương diện quân Kalinin, Đại bản doanh Bộ Tổng tư lệnh Liên Xô đã phải điều động các tập đoàn quân xung kích 3 và 4 cho phương diện quân này, bổ sung binh lực và phương tiện để phục hồi Tập đoàn quân 29, điều chuyển Tập đoàn quân 30 (mỗi sư đoàn chỉ còn hơn 4.500 quân) sang Phương diện quân Tây. Dải tiếp giáp giữa Phương diện quân Tây Bắc và Phương diện quân Kalinin được dịch chuyển từ tuyến Ostashkov - Toropets xuống Selizharovo - Tây Dvina.
Thương vong của các tập đoàn quân quân 9 và xe tăng 3 (Đức) khoảng 153.000 người chết, mất tích và bị thương.
Mặc dù STAVKA coi chiến dịch này như một sự thành công về chiến thuật, hình thành được thế xen cài trên hướng Tây Bắc Moskva mà theo lý thuyết tác chiến chiều sâu, thế trận đó có thể tạo ra những khả năng tấn công vào hai bên sườn của các bên tham chiến nhưng nguy cơ lớn hơn vẫn thuộc về quân đội Liên Xô. Tập đoàn quân 22 có sức chiến đấu yếu nhất trong các tập đoàn quân của Phương diện quân Kalinin không thể hoàn thành nhiệm vụ khép chặt sườn trái của mình với Tập đoàn quân 39. Do đó, quân đội Đức Quốc xã vẫn giữ được hành lang Verdino - Belyi mà chẳng bao lâu sau đó, sẽ trở thành một bàn đạp lợi hại cho Chiến dịch Seydlitz của quân đội Đức Quốc xã để bao vây số quân còn lại của Tập đoàn quân 39 và Quân đoàn kỵ binh 11 (Liên Xô) tại "chỗ lồi" Kholm-Zhirkovsky, hình thành thế trận mới, gây ra những khó khăn lớn hơn cho quân đội Liên Xô trên hướng Tây Bắc Moskva vào nửa cuối năm 1942.